# 남사초등학교
남사초등학교는 대한민국 경기도 용인시 처인구 남사읍 봉무리에 있는 공립 초등학교이다.

## 학교 연혁
| 1934년 | 3월 3일   | 남사공립보통학교 개교                       |
| 1938년 | 4월 1일   | 남사공립심상소학교로 개칭                   |
| 1941년 | 4월 1일   | 남사공립국민학교로 개칭                     |
| 1980년 | 10월 27일 | 병설유치원 개원                             |
| 1990년 | 3월 1일   | 서촌분교장 통합                             |
| 1996년 | 3월 1일   | 남사초등학교로 개칭                         |
| 2005년 | 3월 3일   | 개교 71주년 기념 교훈탑 제막                |
| 2016년 | 2월 12일  | 제79회 졸업식(23명, 누계 6252명)            |
| 2016년 | 3월 1일   | 제24대 연정호 교장 취임                     |
| 2016년 | 3월 1일   | 6학급(유치원 1학급, 특수 1학급 포함) 운영   |
| 2016년 | 3월 1일   | 경기도교육청 지정 예절체험학습장 운영       |
| 2017년 | 3월 1일   | 6학급(유치원 1학급, 특수 1학급 포함) 운영   |
| 2017년 | 3월 2일   | 경기도용인교육지원청 평화교육 중심학교 운영 |

## 참고 자료
- 남사초등학교 - 한국교육학술정보원 학교알리미